# 惑星ウッドストック ファンキーホラーバンド
『惑星ウッドストック ファンキーホラーバンド』（わくせいウッドストック ファンキーホラーバンド、以下惑星ウッドストック）は、セガとビクター音楽産業が共同開発した、メガドライブ用周辺機器メガCDのSFロールプレイングゲーム。当初はローンチタイトルとなる予定であったが、実際はハードより8日遅れで発売された。

## 概要
全5章からなるロールプレイングゲーム。
奇数章（1章・3章・5章）はドラゴンクエストシリーズに代表されるフィールド型のロールプレイングゲーム形式、偶数章（2章・4章）はファンキーホラーバンドの演奏をバックに繰り広げられるビジュアルシーンのみで構成されている。
主人公は惑星ウッドストックのファンキー村に住む少年で、彼を中心に物語が進行する。表題のファンキーホラーバンドは惑星に不時着した異星人のバンドで、主人公の仲間になるというスタンスである。
ミュージカルRPGというキャッチコピーのため、MPの代わりにNR（ノリ）を消費、魔法や武器の代わりにセンリツ（旋律）で敵を攻撃、宝箱の替わりに楽器ケースが出てくる、全ての敵キャラクターの名称や外見は海外の有名バンドや有名アーティストの名前のパロディであるなど、音楽を強く意識した作りになっている。
発売当時、メガドライブ専門誌『BEEP!メガドライブ』で読者に非常に低い評価を受けた「クソゲー四天王」の一つとして知られ、『BEEP!メガドライブ』の後身である『ゲーマガ』休刊号の「満足度ランキング」でも1点（10点満点）の評価を叩きだした名物ソフトである。

## ファンキーホラーバンドのメンバー
ファンキーホラーバンドのメンバーは以下の6人。主人公はメンバーの一人を連れて旅をする。
- アビビ（ボーカル） 声：かないみか
- ワリィ（ドラム） 声：田の中勇
- メンデス（キーボード） 声：古川登志夫
- バム（ベース） 声：郷里大輔
- クラウス（サックス） 声：堀川りょう
- カルーン（ギター） 声：堀内賢雄

各メンバーはRPGパートでは声優陣が声を担当し、オープニング、エンディング、ビジュアルシーンではアーティストが作曲や演奏に参加している。同バンドは、ビクター音楽産業からデビューし、4枚のCDを発表している（現在は全て廃盤である）。

## その他の声の出演
- エリス：水谷優子
- 長老、ピストーズ６：北村弘一
- アマリス：三石琴乃
- ボジオ、バイ、ハマードラゴン、ピストーズ４：小林通孝
- リーサ、ピストーズ５：江森浩子
- スライ、ピストーズ１：平野正人
- ジムモリ、デーモン：笹岡繁蔵
- ワトリー：鉄炮塚葉子
- スティーブ、フェイド：難波圭一
- コリンズ、ピストーズ２：田中亮一
- ペイジー、ピストーズ３：塩屋浩三
- ジョビン、大魔導師：佐藤正治

ほか

## CD
『F・H・B』
ファーストアルバム。初回特典としてペンダントがついた。オープニングテーマ（M1）収録。全5曲。
1. POSEIDON
2. GIMME LITTLE LOVE
3. MAM, DON'T YOU CRY
4. イッ・SAY・ノ・SAY
5. JOY・SOUL MAGIC・

「THE BOXING DAY」
シングル。オリジナルのクリスマスソング。全2曲。
1. THE BOXING DAY
2. THE BOXING DAY (English Version)

『MAGICAL TRANS-CIRCLE』
エンディングテーマ（M2）、TBSドラマ『女子高生!キケンなアルバイト』主題歌（M5）収録。全5曲。
1. LAZY BOY
2. Sing Sing Sing (心 身 神)
3. Walkin' in the Stardust
4. MISS MATES MUCH
5. アトランティスを捜して

『music for the game THE PLANET WOODSTOCK』
サントラアルバム。オープニング（M1）、第2章（M3）、第4章（M5）、エンディング（M7）各テーマのリマスタリング版ロングバージョンを収録。M2、M4、M6は新曲で、BGMやSEの収録は無い。全7曲。
1. POSEIDON (Planet Version)
2. FOOTBALL&ROCK
3. 君は屋根の上
4. Sincerely Yours,
5. 君の笑顔を守りたい
6. Oh! BOGY BOO
7. Sing Sing Sing (Planet Version)

## 関連商品
『アトランティスを捜して―ファンキーホラーバンド・ストーリーブック』
書籍。プロデューサー月の瀬茜によるサイドストーリー。
出版はビクターブックス（ビクター音楽産業）、ISBN 4-89389-025-5 C0073。
『POSEIDON』
ビデオCD。当ゲームのオープニングテーマを収録。
1. POSEIDON (VSD Version)

『SEARCHING FOR ATRANTIS』
レーザーディスク。
1. PROLOGUE
2. POSEIDON
3. JOY 〜 SOUL MAGIC 〜
4. GIMME LITTLE LOVE
5. MAM, DON'T YOU CRY
6. アトランティスを捜して

『FUNKY HORROR BAND PLANET SUPERSTARS REMIXES』
レコード。非売品としてDJ向けに配布されたリミックス盤。
- A-1 JOY 〜 SOUL MAGIC 〜 LANTON HOUSE MIX
- A-2 GIMME LITTLE LOVE YAH! REMIX
- A-3 POSEIDON PUMP REMIX
- B-1 JOY 〜 SOUL MAGIC 〜 MAGICAL DUB
- B-2 GIMME LITTLE LOVE HORA-HORA DANCIN'REMIX
- B-3 POSEIDON ATLANTIS REMIX

『FUNKY HORROR BAND REMEX 2』
レコード。非売品としてDJ向けに配布されたリミックス盤。
- A-1 Lazy Boy (Fast Forward Mix)
- A-2 Walkin' In The Stardust (Shooting Spark Mix)
- A-3 Miss Mates Much (Magical Trans Mix)
- B-1 Lazy Boy (Bonus Beat)
- B-2 Walkin' In The Stardust (Bonus Beat)
- B-3 Miss Mates Much (Bonus Beat)